# مومینا

مومینا شهری در شهرستان اوری در استان باله در بورکینافاسوی جنوبی است و جمعیت آن ۴۳۷ نفر است.